# اس‌پی‌اس
اس‌پی‌اس (انگلیسی: SPS) شرکت فناوری اطلاعات آمریکایی است، که در سال ۱۹۸۷ تأسیس شد.